# De Groot (patriciërsgeslacht)
De Groot (ook: Hofstede de Groot) is de naam van een Nederlands geslacht dat in het Nederland's Patriciaat werd opgenomen.

## Geschiedenis
De stamreeks begint met Bartholomeus Bastiaensz. de Groot, geboren in Henegouwen die zich vestigt als meester-hoefsmid in "Den Blynden Esel" in de Breestraat te Rotterdam waar hij overlijdt in 1683.
De zoon uit het huwelijk van Cornelis Philippus de Groot (1764-1829) met Anna Geertruida Hofstede (1768-1851), prof. dr. Petrus Hofstede de Groot (1802-1886), voegde de naam van zijn moeder aan de zijne toe en zo ontstond de tak Hofstede de Groot.
Precies 300 jaar na het overlijden van de stamvader werd de familie opgenomen in het Nederland's Patriciaat.

## Enkele telgen
Bartholomeus Bastiaensz. de Groot (†1683), meester-hoefsmid
- Dirk de Groot (1667-1753), meester-hoefsmid te Bergen op Zoom
  - Anthony de Groot (1695-1785), notaris en procureur te Groot Zundert
    - Dirk Albertus de Groot (1729-1771 of 1772), schepen, collecteur verpondingen en drossaard Zuid- en West-Kwartier markiezaat van Bergen op Zoom
      - Cornelis Philippus de Groot (1764-1829), luitenant regiment grenadiers Van Maneil, ijzerkoper te Leer (Oost-Friesland), ontvanger aldaar en te Emden, ontvanger impost turf te Nieuwe Pekela, controleur Waarborg Gouden en Zilveren Werken te Groningen; trouwde in 1790 met Anna Geertruida Hofstede (1768-1851)
        - ds. Dirk Albertus de Groot (1796-1878), predikant
          - dr. Albert Johannes de Groot (1831-1905), geneesheer
            - Johanna Hermanna de Groot (1861-1928); trouwde in 1908 met mr. Waltherus Kolff (1853-1932), president van het gerechtshof te Leeuwarden

        - Margaretha Cornelia Johanna de Groot (1799-1892); trouwde in 1828 met Freedrik Allard Ebbinge Wubben (1791-1874), notaris, burgemeester van Staphorst, lid provinciale staten van Overijssel
        - prof. dr. Petrus Hofstede de Groot (1802-1886), theoloog, hoogleraar godgeleerdheid te Groningen, stamvader van de tak Hofstede de Groot
          - prof. dr. Cornelis Philippus Hofstede de Groot (1829-1884), theoloog, hoogleraar godgeleerdheid te Groningen
            - dr. Cornelis Hofstede de Groot (1863-1930), kunsthistoricus en kunstverzamelaar, Rembrandkenner, onderdirecteur Mauritshuis te 's-Gravenhage, directeur Rijksprentenkabinet te Amsterdam, legateerde aan het rijk de documentatie die hij in de loop van zijn onderzoek verzamelde en die werd de basis voor het Rijksbureau voor Kunsthistorische Documentatie

      - Cornelia Willemina de Groot (1770-1845); trouwde in 1799 met Pieter Anemaet (1752-1813), resident-schepen en raad van Zevenbergen

    - Andries de Groot (1727-1795), garde du corps van de Prins van Oranje, commiescollecteur Admiraliteit op de Maze te Groot Zundert

  - Elisabeth de Groot (1703-tussen 1746 en 1780); trouwde in 1730 met Emanuel Garemijn, luitenant regiment infanterie op Zeeland De Brauw, overleden in of voor 1760
  - Albertus de Groot (1705-1780), rentmeester 's Heeren Domeinen over Bergen op Zoom en het Zuid- en West-Kwartier van het markiezaat, notaris, burgemeester van Wouw